# Edward Raymond Turner
Compléments
Inventeur du premier procédé connu de capture d'images animées en couleur.
Edward Raymond Turner, né en 1873 à Clevedon, North Somerset, Royaume-Uni, et mort le 9 mars 1903 à Londres, est un inventeur et cinéaste anglais. Il a réalisé les premiers films en couleur (huit courts métrages) entre les années 1901 et 1902 que l'on ait découvert à ce jour. Ceux-ci font partie des archives du National Media Museum de Bradford et ont été restaurés et regroupés en un film afin d'être présentés au public en 2012.

## Biographie
Né en 1873 à Clevedon, Edward meurt à Londres le 9 mars 1903 d'une attaque cardiaque aux alentours de ses trente ans. À la suite de son décès, le producteur Charles Urban, qui finançait les travaux d'Edward Turner, demanda à George Albert Smith de poursuivre son travail.

## Procédé cinématographique en couleur de Lee-Turner

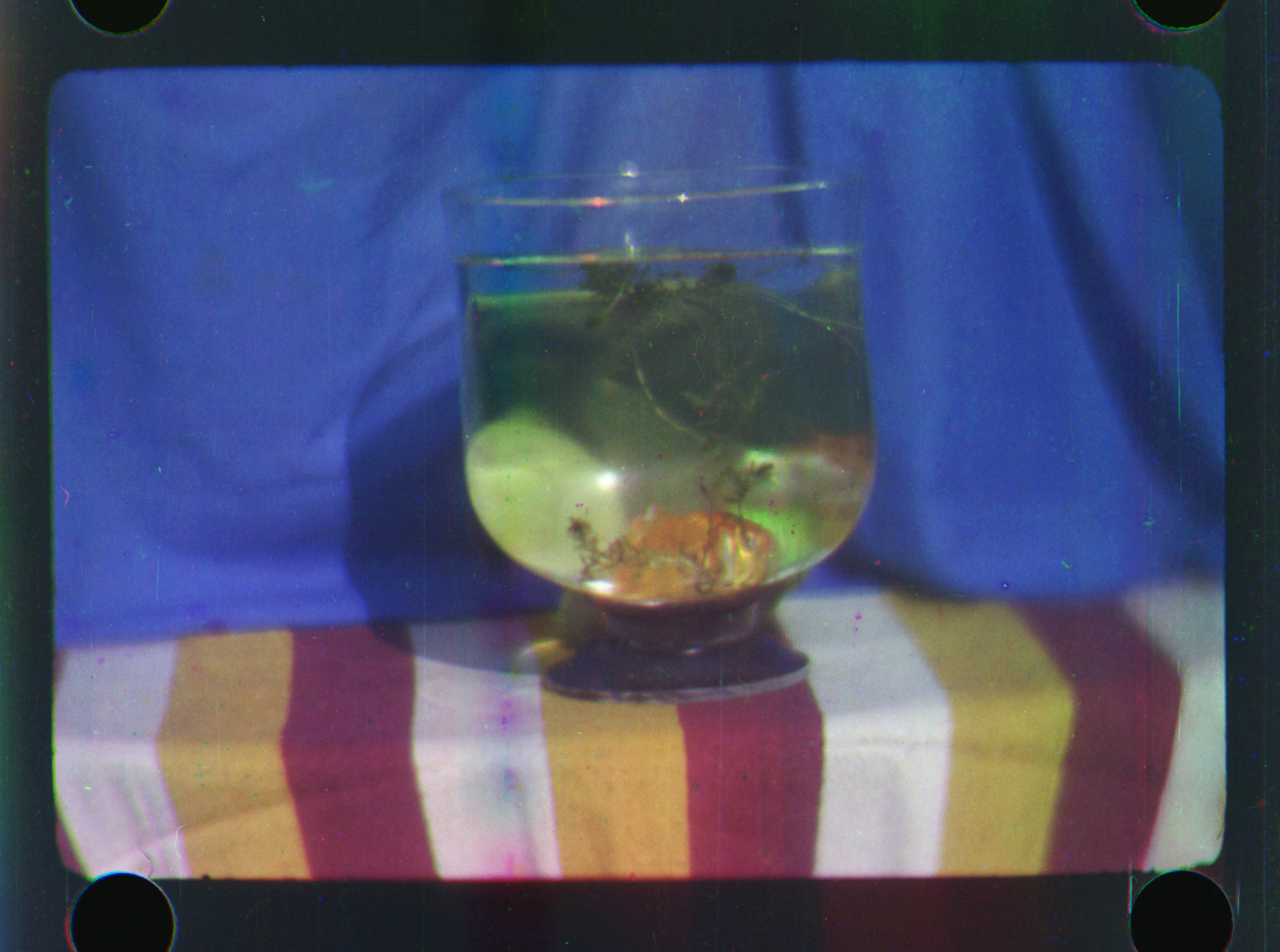
Image du film en couleur d'Edward Turner de 1902.

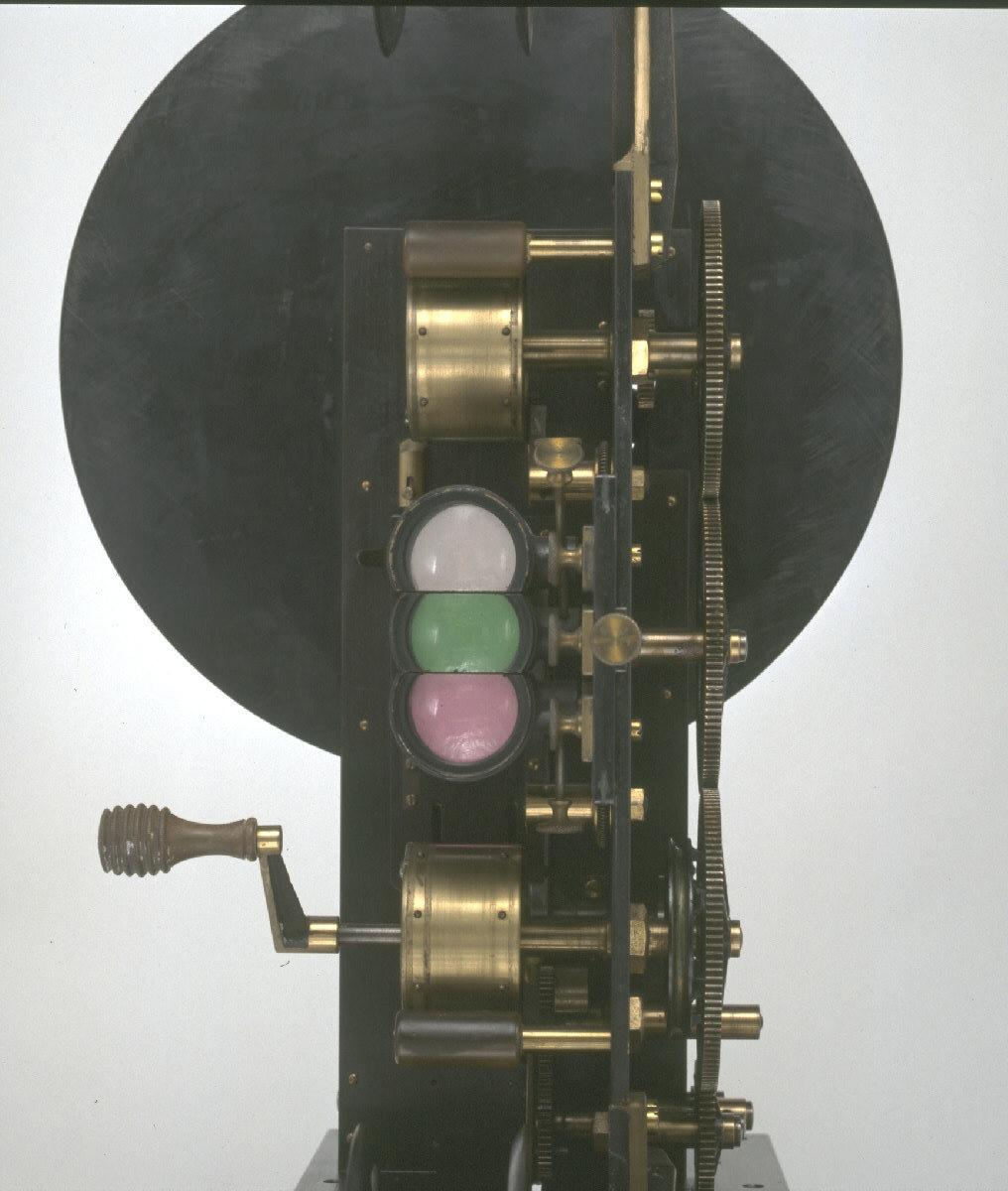
Projecteur à 3 couleurs de Lee-Turner de 1902.

Edward se démarque par sa conception de ce que l'on considère actuellement comme le premier procédé de capture d'images animées en couleur, initialement financé par Frederick Marshall Lee, puis par Charles Urban.